# Eleocharis brittonii
Eleocharis brittonii är en halvgräsart som beskrevs av Henry Knute Knut Svenson och John Kunkel Small. Eleocharis brittonii ingår i släktet småsäv, och familjen halvgräs. Inga underarter finns listade i Catalogue of Life.